# 鵠沼海岸

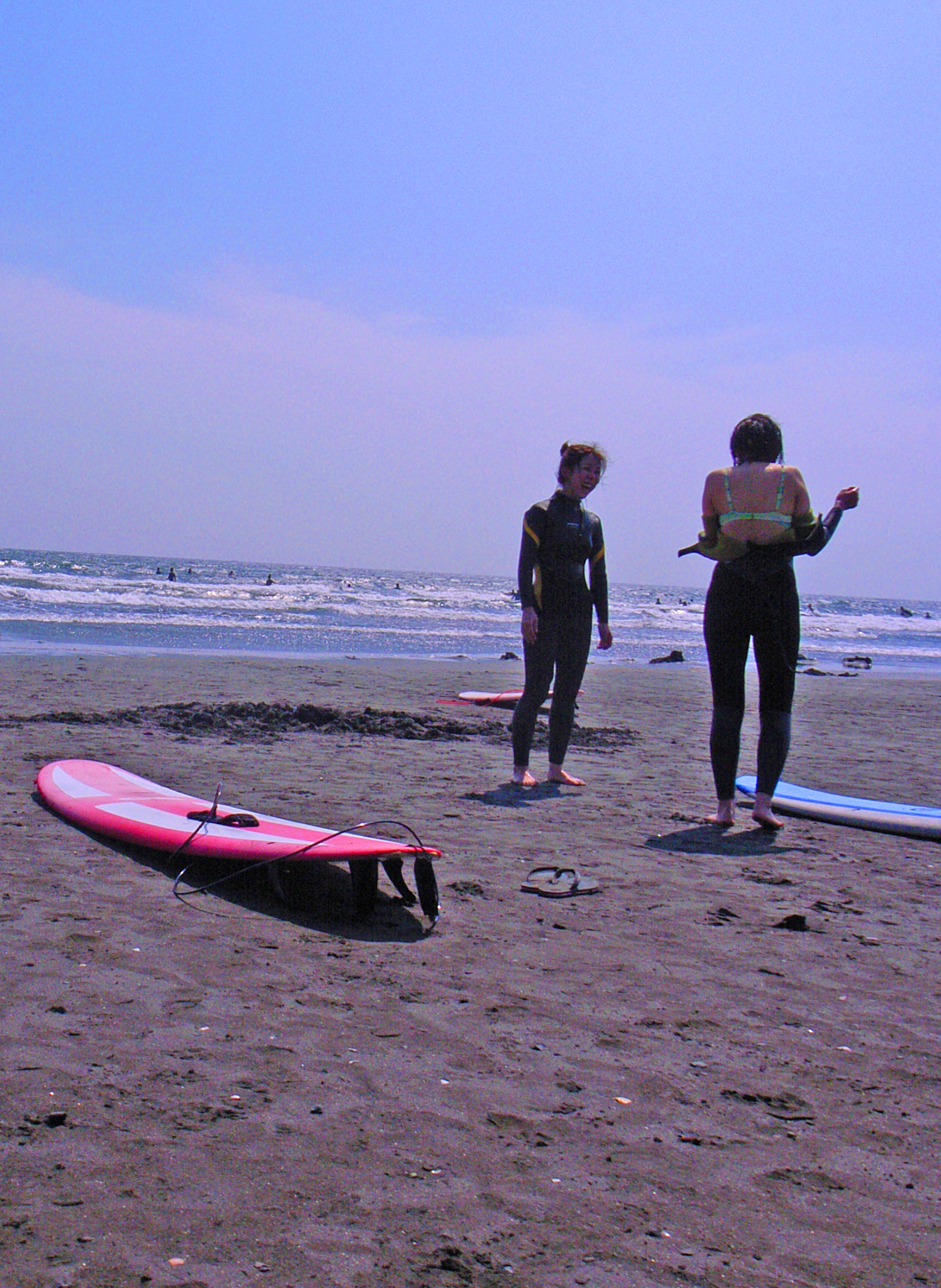
鵠沼海岸のサーファーたち

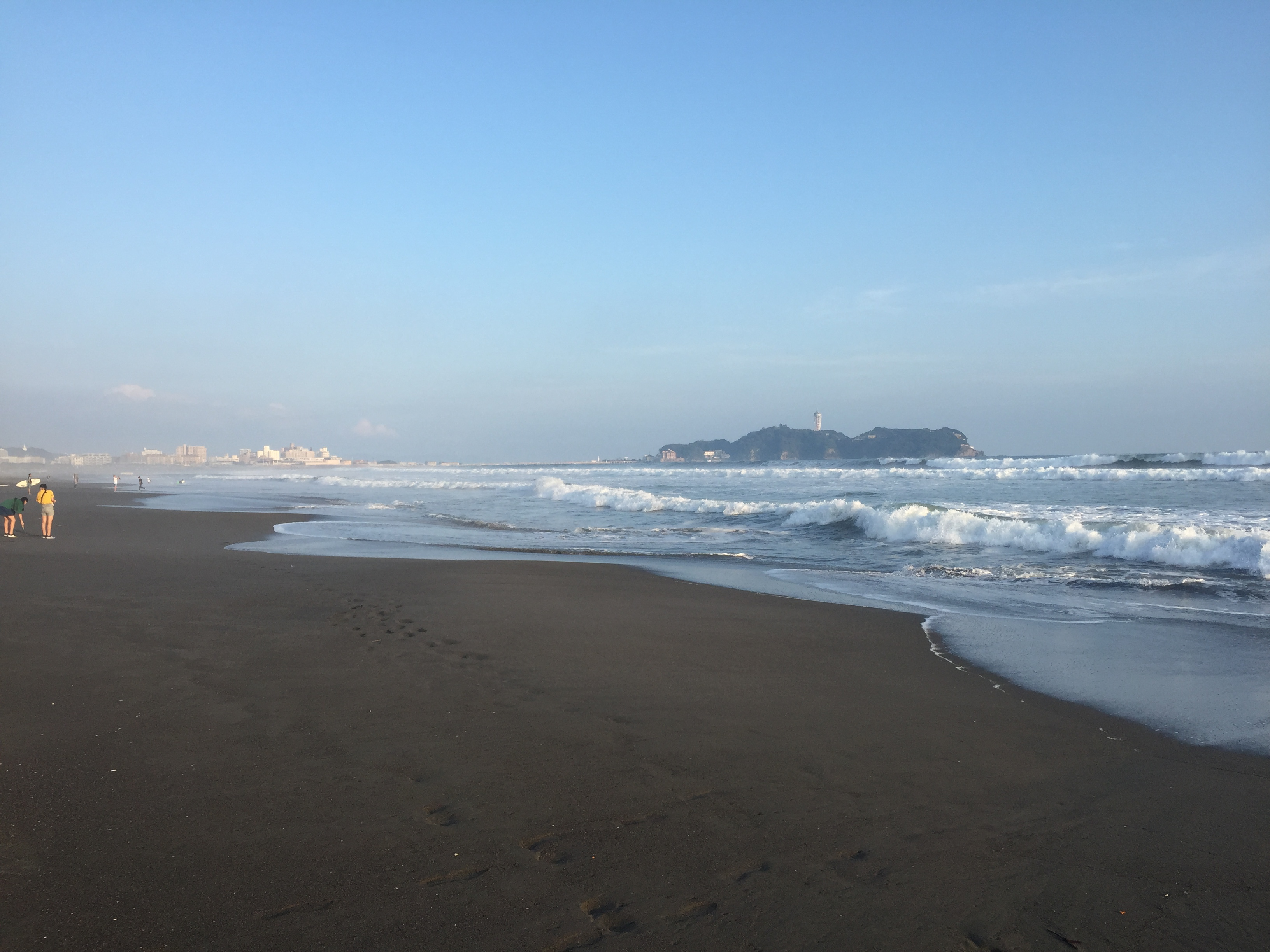
鵠沼海岸から江の島を望む

鵠沼海岸（くげぬまかいがん）は、神奈川県藤沢市の町名。現行行政町名は鵠沼海岸一丁目から鵠沼海岸七丁目。住居表示実施済み区域。
かつては、鵠沼地区の相模湾に面する海岸部という意味の地名であった。狭義には、1964年（昭和39年）および1965年（昭和40年）に実施した住居表示により、小田急江ノ島線以南の地域を指す。
日本のサーフィン、ビーチバレーをはじめ、多くのビーチスポーツの発祥の地と自称している。

## 地理
国道134号線沿いに位置し、東に江の島、西に富士山を望む海岸で、幅100〜150mの広大な砂浜が続いている。鵠沼運動公園、湘南海岸公園、鵠沼海浜公園、片瀬西浜・鵠沼海水浴場がある。
小田急江ノ島線鵠沼海岸駅が最寄である。

### 地名と範囲
「鵠沼海岸」の地名は新旧2段階がある。
江戸時代までは鵠沼の海岸部は完全な無人地帯だったので、地曳き網の漁場だった浜辺を鰯干場（ヤシバ）と呼んでいた記録がある程度である。
1886年（明治19年）に「鵠沼海岸海水浴場」が開設された。これが「鵠沼海岸」の地名が使われた最初の例である。ほどなく現在の鵠沼松が岡を中心に「鵠沼海岸別荘地」が開発され、分譲された。この分譲地は鵠沼藤が谷の南部までを含む。北端は1902年（明治35年）に開通する江ノ島電鉄鵠沼駅付近までで、ここから浜辺までを鵠沼海岸と呼ぶようになった。
1929年（昭和4年）、小田急江ノ島線が開通し、鵠沼海岸駅が開業すると、駅から徒歩圏内が鵠沼海岸と認識されるようになった。
1940年（昭和15年）藤沢市制が敷かれた頃、町内会制度が整備され、鵠沼海岸駅東側を通る通称「学園通り」以西を「鵠沼西海岸」、以東を「海岸通り」の「藤ヶ谷橋（現在は暗渠化）」を境にして北側を「鵠沼東海岸」、南側を「鵠沼南海岸」、と呼び、商店街の組合や警防団組織も分かれていた。
この段階までの鵠沼海岸とは「本村」に対する鵠沼の「新開地」というような意味を持っていた。
藤沢市は、1964年（昭和39年）8月1日に鵠沼海岸1 - 4丁目の、1965年（昭和40年）10月1日に鵠沼海岸5 - 7丁目の住居表示を実施した。これにより、小田急江ノ島線を境界として、浜辺までを鵠沼海岸と呼ぶことになった。1 - 4丁目は文字通り海岸部で、かつての鵠沼海岸の南部に当たり、5 - 7丁目は大庭御厨以来の伝統を持つ地域に当たる。

### 自然環境

#### 地形・地質

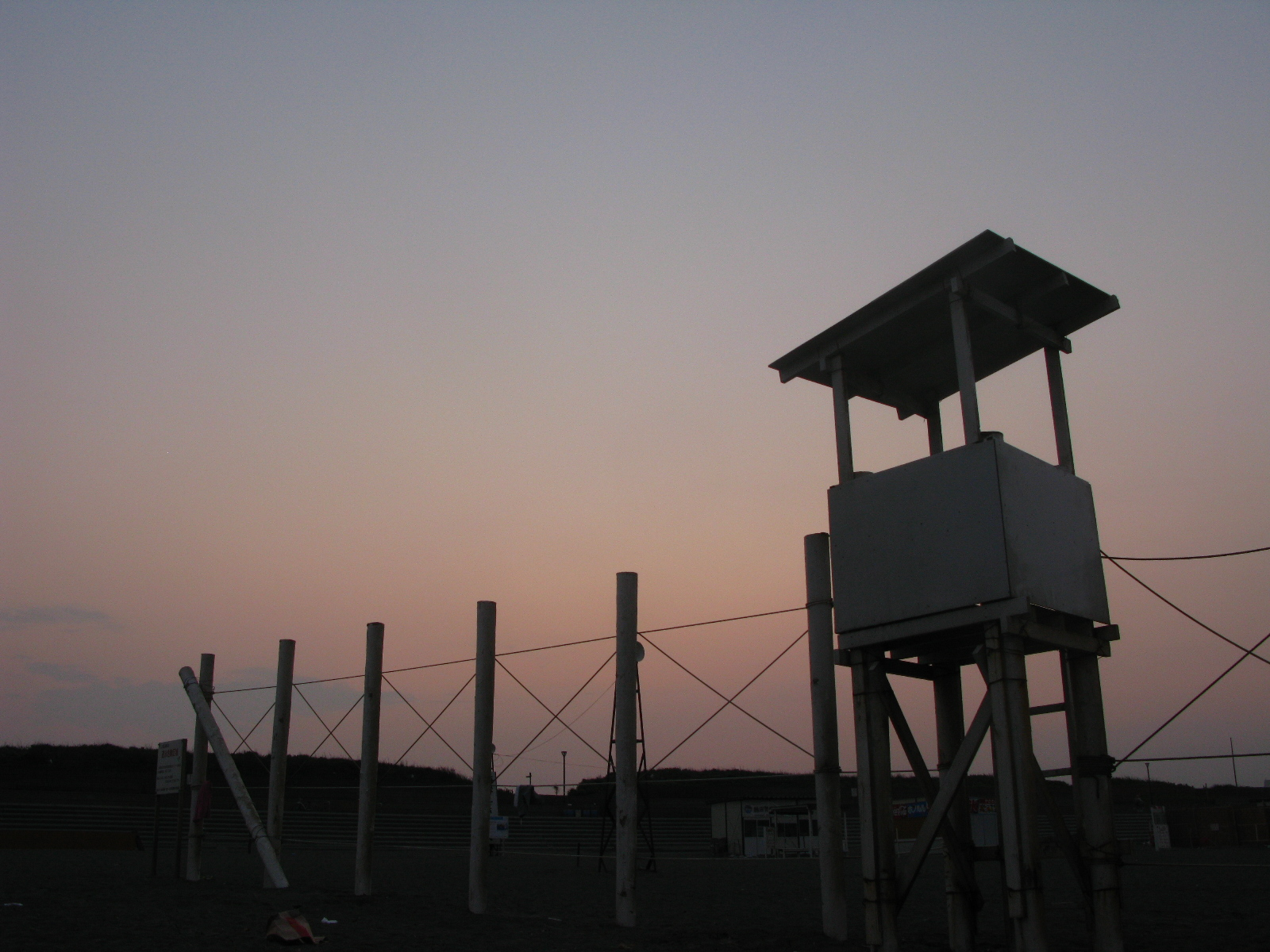
引地川河口近くにある見張り台

縄文海進により、浅い海底であったが、弥生時代以来北部から次第に陸化して形成された海岸平野で、全体に砂地で水はけが良く、総じて起伏の少ない平坦な地形であるが、内陸では北東－南西方向の、海岸では西北西－東南東方向の海岸砂丘列が見られる。この砂丘列の方向は地割り、建築物の向き、道路網や鉄道の路線に大きく影響を与える。
西に引地川が流れ、この地区の境界線をなすが、自然蛇行を繰り返し、浸食しやすい砂地のため氾濫のたびに流路が替わってきた。堤防構築により流路が固定するのは昭和に入ってからである。しかし引地川の場合、西から東に向かう沿岸流のため、河口の位置が東に移動し、そのたびに切り替えされることが繰り返されてきた。
6丁目の引地川沿岸部は氾濫原の低地で、1960年代（昭和35年 - 昭和44年）まで水田が見られ、地区内では最も都市化が遅れた場所である。ここには鵠沼運動公園が設置され、周辺は地区の広域避難場所に指定されている。いわば最も災害に遭いやすい場所が避難場所になっているのである。
海岸は比較的遠浅な弧状の砂浜で、古くから地曳き網が行われてきた。かつては10統近くの網元があったが、網元の所在地はいずれも内陸部であり、鵠沼海岸にはなかった。現在は1統だけが観光地曳き網と片瀬漁港から出漁するしらす網を営業し、釜揚げしらすやたたみいわしに加工して販売している。海岸ではシロギスの投げ釣りも見られたが、近年ではサーファーとの共存が困難で、あまり見られない。12月から4月にかけての夜間、引地川の河口部と周辺海岸においてウナギの稚魚である「シラスウナギ」（通称ソウメンコ）の採補も行われている。最近、ダンベイキサゴ（通称ナガラミ）の人気が復活した。また、チョウセンハマグリ漁も盛んである。浜には時折アカウミガメが産卵に上陸する。
海水浴場の設置も1886年（明治19年）と古く、戦後はサーフィンをはじめライフセービング、ビーチバレー、スポーツカイト、ビーチアルティメット、それらを複合させたザ・ビーチ選手権大会などビーチスポーツの発祥地となってきた。

#### 気候・植生
大きくは太平洋岸気候区の特色を持つが、沿岸部にあるため、海洋性気候の影響がより顕著である。その特色である冬暖かく夏涼しい温和な気温変化は、避暑・避寒あるいは病気療養に好適で、明治半ばの鉄道開通以来、日本初の別荘分譲地としての「鵠沼海岸別荘地」開発を促した。
海陸風や塩害の影響も、地域の農業や住民の生活に影響を与えてきた。今でもわずかに残る畑地では、麦藁（現在はサランネットも多い）による砂よけやマサキの砂防垣などを見ることができる。
鵠沼の住宅地にはクロマツの木が各所に生い茂る風景が見られ、岸田劉生や与謝野晶子ら多くの芸術家にも愛されてきた。しかし、その多くは別荘地開発の際に境界線として植林されたもので、それ以前には砂丘の稜線上に自生したものが砂防林として維持されてきたのみであった。

### 伝統・民俗・地域文化
せいぜい100年余りの伝統しかないこの地域は、古来の民俗習慣や講中などの宗教行事は極めて少ない。この点で、北西部の本村とはかなりの差がある。しかし、別荘地を顧客とする商店街の経営者や別荘の維持管理を受け持つ別荘番、植木職、建築関係の職人も多く住み、彼らは本村出身者がほとんどであったため、ある程度の鵠沼古来の文化（どんど焼き、5月の凧揚げなどの民俗行事や言語など）の影響が見られた。
関東大震災以後、別荘地から定住住宅地として知られるようになり、太平洋戦争の頃には疎開先として人口が増大し、高度経済成長期からはベッドタウンとしての性格を強めたこの地域の住民には外部からの移住者の割合が極めて高い。
鵠沼海岸はおろか湘南随一の旅館だった「東屋」は、文士宿と異名を取るほど文人に愛される旅館として知られていた。中でも武者小路実篤と志賀直哉が文芸誌「白樺」の創刊を話し合い、白樺派誕生の発端となったことは特筆すべきである。
彼らの影響で鵠沼に住むようになった岸田劉生の起こした「草土社」の若い画家たちが貸別荘に住んで創作活動に専心し、ここに「鵠沼文化」の華が開いた。戦前、彼ら文化人の目は、普段は東京に向けられており、地域文化の興隆に力を入れた例は少ないが、貸本屋「湘南文庫」の開設、市民向け教養講座「鵠沼夏期自由大学」の開催、市民の文化学習サークル「なぎさクラブ」の指導など、戦後の混乱期に見せた活動には目を見張るものがある。
1959年（昭和34年）、市内で2番目の鵠沼公民館が開設された。最初の藤沢公民館は移転した市役所の跡を利用したものだが、鵠沼公民館は地元町内会が用地を準備し、市に提供したものである。このような例は他には少なく、小学校の教科書にも掲載された。現在でもこの公民館の利用頻度は市内で最も高く、200を越すサークルが活動している。地元在住の文化人が指導するものも多く、絵画の黒崎義介、彫刻の菅沼五郎、管弦楽の福永陽一郎、合唱の磯部俶らがいた（いずれも故人）。
鵠沼海岸の飲食店などの中には、月1度程度の本格的な音楽ライブ演奏会が開かれる店が複数存在する。
- ジョリー・シャポー - ウルトラセブンのモロボシ・ダン役で知られる俳優森次晃嗣の経営するカフェ。月1度、森次自身と数人のプロ歌手をゲストに招いたシャンソンライブと、これも月1度小林ちかららのトリオによるジャズライブを定期的に開催している。
- ラーラ・ビアンケ - ヨーロッパ風の外装を持つイタリア料理店。定休日の火曜日を利用して月1度「鵠沼サロンコンサート」という室内楽の演奏会が1990年（平成2年）以来277回開かれてきた。主催は「鵠沼室内楽愛好会」。弦楽四重奏だけでも50回以上開催され、その実績が認められて、イタリアで開かれる｢パオロ･ボルチアーニ賞｣国際弦楽四重奏コンクール優勝団体世界ツアー公式会場に認定された（日本では3箇所の一つ）。
諸般の事情により「鵠沼サロンコンサート」は2009年（平成21年）9月から会場をレスプリ・フランセに移すことになった。
- 湘南カイアロハ - 飲食店ではなく、貸しスタジオ兼ウクレレ教室。定期的に専属バンドによるハワイアンライブが行われている。
- JAM HOUSE - 鵠南小学校南方のカフェ。不定期にフォークソング、カントリー・ミュージック、ボサノヴァ、フォルクローレ、ハワイアン、ウチナーポップスなどなど各種ジャンルの多彩なライブ演奏会が開かれる他、毎月第3水曜日に「ランチBOSSAライブ」を行っている。※2011年12月30日に閉店した。
- レスプリ・フランセ - フランス料理店。不定期にクラシックやシャンソンなどのライブが開かれる。2009年9月から「鵠沼サロンコンサート」の会場を受け継ぐこととなった。
- アコレード - マリンロードの画廊喫茶。不定期にクラシックやシャンソンなどのライブが開かれる。

他、駅前商店街にもミニシアター兼・パン屋の「シネコヤ」、市内在住の書道家武田双雲プロデュースのカフェギャラリー「地球」など独自性のある飲食店が点在する。

### 住宅地としての鵠沼海岸
鵠沼海岸別荘地が売り出された頃、1区画は1町歩（3,000坪）だったが、更にそれを細分して貸別荘とする例も見られた。関東大震災復興期以降の住宅地化の時代は1戸の敷地は300坪程度が普通となり、貸家の敷地でも最低100坪が単位であった。かつては庭池を持つ家も多く、クロマツに囲まれる邸宅が普通だったが、高度経済成長期以降は相続税問題などから細分化して分譲する例が多く、30坪程度などという例も少なくない。これにより鵠沼海岸のシンボルでもあったクロマツは急速に減少し、緑が失われている。
現在は鵠沼松が岡という住居表示となった小田急江ノ島線と境川とに囲まれた一帯の多くは風致地区に指定されており、建ぺい率、容積率に制限があるため、中高層の建物は全く見られない。「かながわのまちなみ100選」に選ばれるほど風情のある住宅地として知られている。
別荘分譲地開発の時代の道路は、せいぜい人力車の走行しか考えられていなかったため、自動車の擦れ違いが困難なものが多い。ことに大型車の走行は無理といってよい。従って旧別荘地には信号機は全く見られず、歩道も湘南学園付近のみである。踏切の幅も極めて狭く、普通車が擦れ違えるものは算えるほどしかない。敷地の細分により袋小路が増えた。このため、災害時の危険度は藤沢市内でも最も劣悪な地域に指定されている。
これに対し住居表示の鵠沼海岸は、国道134号や市道鵠沼海岸線をはじめ、大型車の擦れ違える道幅や歩道を持つ道が通り、それに面して中層の集合住宅や駐車場を持つ大型店舗などが立地している。しかし、それから一歩はずれると、迷路のような細道となる。マリンロードと名付けられた鵠沼海岸駅前商店街も、モール化されたとはいえ、昼間は一方通行を余儀なくされている。最も住宅地化が遅れた4丁目、6丁目は、鉄道の便は悪いが、道路網はかなり計画的にきちんと造られている。
鵠沼海岸商店街は、駅前のマリンロードが中心だった。小田急江ノ島線開通以前の1910年代（明治43年 - 大正8年）から出店は始まっており、それ以来続く老舗も見られる。現在鵠沼海岸商店街振興組合に加盟する店舗数は200軒を超え、藤沢市最大の組合である。他の商店街に比べると、規模の割りには専門店らしい専門店（染物店・写真スタジオなど）が見られること、古書店・古美術店・画廊などが複数あること、不動産や住宅のメンテナンスに関わる店（建築業、電気工事、配管業、ガラス店、塗装店、表具店など）が多いこと、海水浴用品の店やサーフショップが目立つことなどが特色である。飲食店も個性を売り物にした店が増えている。
一時期は「鵠沼銀座」という通称で知られ、夕刻などは肩が触れ合うほどの賑わいを見せた。かつては「ご用聞き」や「出前配達」が普通であったが、住宅地が細分化された今日、手を引く店が多い。また、自家用車での買い物には向いていない。このようなことから「シャッター通り」化は鵠沼海岸商店街も例外ではない。鵠沼海岸商店街振興組合は伝統的に結束力が強く、各種のイベントを企画したり、コンシェルジュ制度を導入するなど工夫を凝らしているが、停滞の歯止めはかかりにくい状態が続いている。
これに対し、市道鵠沼海岸線や国道134号沿いには、駐車場が完備した大型店の進出が目立つ。これらの多くは外部資本の支店であり、鵠沼海岸商店街振興組合非加盟店も多く、地元との連携関係は薄い。

### ビーチリゾートとしての鵠沼海岸

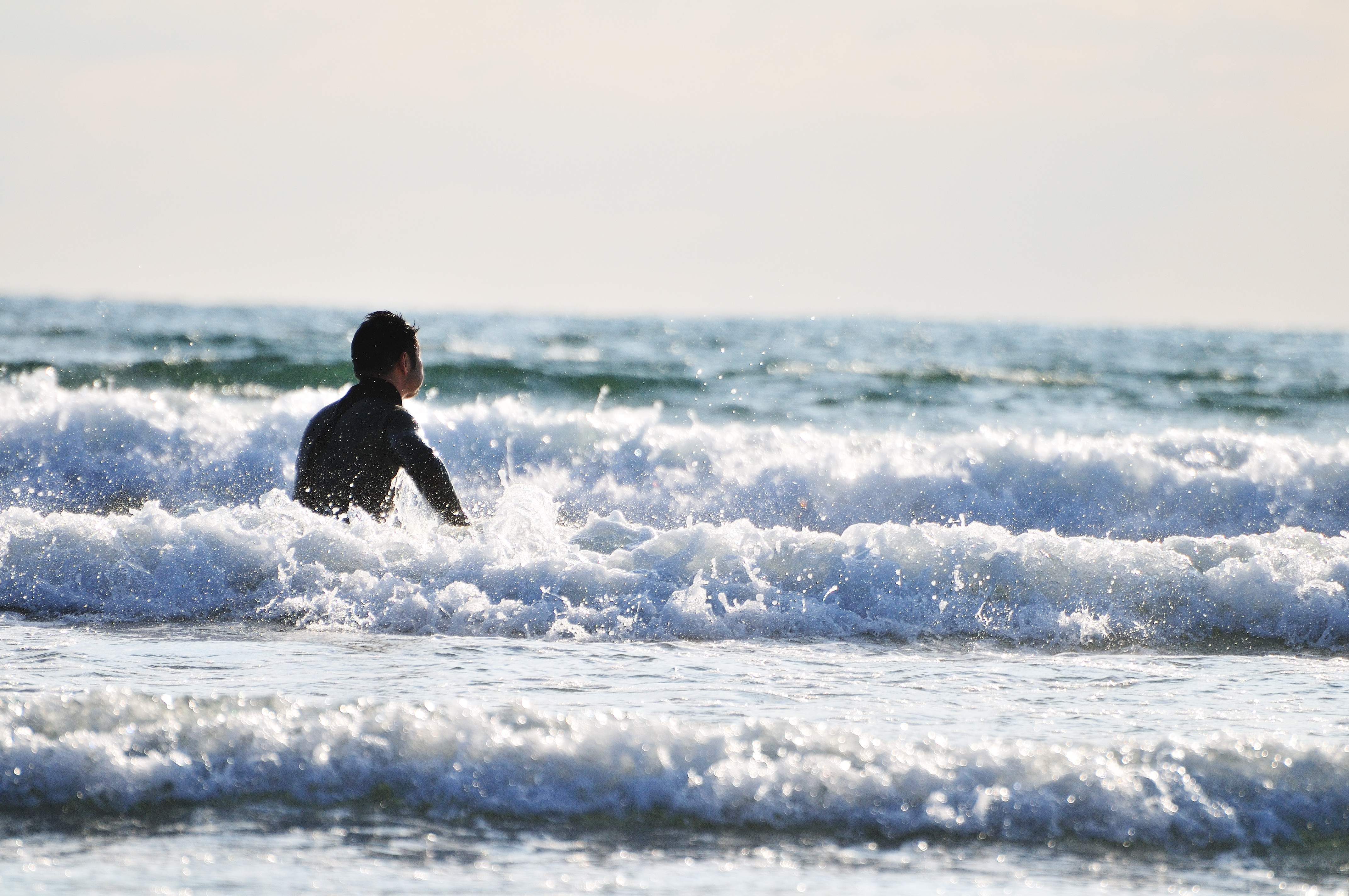
一年を通じてサーファーに人気がある

鵠沼海岸の海水浴場開設は、鉄道開通の前年である1886年（明治19年）であり、さらにその前年に開設された大磯町照ヶ崎、鎌倉由比ヶ浜に次ぐ相模湾岸では3番目の海水浴場である。また、日本初の大型別荘分譲地の開発も行われ、以来、日本を代表するビーチリゾートとして発展を続けてきた。
太平洋戦争が終わり、神奈川県北部の米軍基地から休日になると米兵たちが浜辺でバーベキューやサーフィンを楽しむためにジープで乗り付けるようになり、地元では「GIビーチ」と呼ぶようになった。彼らがこの海岸を「マイアミ」と呼んだことから、後に藤沢市が「東洋のマイアミ」として売り出すきっかけになったと伝えられる。
1955年（昭和30年）、神奈川県は湘南海岸砂防事務所に公園整備事業を加え「湘南海岸整備事務所」に発展させて、1957年（昭和32年）11月には特許事業方式（民間施設活用）の県立湘南海岸公園計画を告示した。告示以前から鉄道会社による東急レストハウス、小田急ビーチハウス（いずれも1956年）が建設されていたが、告示後には小田急シーサイドパレス（1958年）などが特許事業として続々と建てられ、斬新なデザインを競い合うこととなった。
1956年（昭和31年）、鵠沼海岸海水浴場組合は江の島・西浜海水浴場と統合し、「江の島海水浴場協同組合」が創立された。湘南海岸公園 (藤沢市)が完成した1960年代は年間来客数500万人前後をほこり、日本一の海水浴場といわれた。しかし、1970年代に入ると来客数は減少傾向が続いた。
2004年、来客数は300万人台に復帰し、再び日本一の海水浴場と称されるようになった。
鵠沼海岸駅の乗降客数は1日20,000人余りで、地域住民と湘南学園の児童生徒の他、観光客もかなり含まれる。かつては夏の海水浴シーズンに集中していたが、近年はサーフィンなどのビーチスポーツの普及により、年間通して平均化してきた。ただし、観光客の多くは自家用車を利用しており、海岸部には駐車場も準備されている。現在鵠沼海岸で営業しているサーフショップは浮沈が激しいが常に20軒以上あり、全国最大の集中地区である。
鵠沼海岸海水浴場開設以来、海岸部には旅館が並び、避暑客や療養者、文士の執筆活動などに利用されてきた。戦後もしばらくは割烹旅館の営業などが見られたものの、一般客向け宿泊施設が存在しない時期が長く続いた。2014年にリゾートホテルが1軒開業し、今に至る。(2019年現在)

ビーチリゾート鵠沼海岸の特色として、ハワイ文化の影響が色濃く見られることが挙げられる。例えばハワイ料理店が2軒あり、他にハワイ風のカフェもある。ハワイ風のベーカリー（支店）や日本初というハワイ風アイスクリーム製造販売店もある。アロハシャツなどハワイアングッズやハワイアンジュエリーを販売する店も複数あり、ハワイアンキルトの講習と販売をする店もある。ロミロミ(カウアイ島風ボディワーク)のセラピーを施す施設も出店した。鵠沼海岸が日本における発祥地とされるロングボード･サーフィンやボディボードももともとはハワイ生まれのスポーツであり、サーフショップの中にはハワイブランドの専門店もある。これらの店舗はいずれもハワイ語の屋号を持つ。鵠沼公民館を拠点にするフラのサークルは延べ19を数え、ハワイアン専門のライヴハウスとウクレレ講習施設もあるといった具合である。

### 地価
住宅地の地価は、2023年（令和5年）1月1日の公示地価によれば、鵠沼海岸5-9-14の地点で23万7000円/m2となっている。

## 歴史

### なにもない砂原からの出発
縄文海進によって浅い海底であったこの地域が陸化されたのは、歴史時代に入ってからだと考えられる。
北端部の鵠沼海岸6丁目で発見された八部（はっぺ）遺跡からは鎌倉時代の生活用具などが出土していることから、すでに近世の「堀川」集落に繋がる集落や耕地が形成されていたと思われるが、大部分は「砥上ヶ原」と呼ばれる砂地の荒野であった。鎌倉時代初期、鴨長明が「浦近き砥上ヶ原に駒止めて固瀬の川の潮干をぞ待」と詠んでいることから、海岸に近い道が形成されていたことが想像できる。
江戸時代に入ってからも不毛の砂原が拡がっており、江戸幕府の直轄領となっていた。3kmほど北方の鵠沼村の農民が時折地曳き網に訪れる程度であった。そこで、鵠沼海岸海浜部の古い呼称を鰯干場（ヤシバ）という。
1728年（享保13年）、幕府鉄炮方の井上左太夫貞高が、享保の改革の一環として湘南海岸一帯に相州炮術調練場（通称鉄炮場）と呼ばれる幕府の砲術訓練場を設置する。現在の鵠沼松が岡あたりには「鵠沼新田見取場」の近くに水平射撃の訓練場があり、南端の鵠沼海岸には「角打（近距離射撃）打小屋」が置かれていた。
18世紀後半、現在の鵠沼海岸3丁目・5丁目あたりに新田が開かれ、数戸の集落が形成された。これを納屋（ナンヤ）と呼ぶ。19世紀に入ると、代官江川英龍は現在の鵠沼海岸6丁目から辻堂にかけての地蔵袋の鉄炮場内に新田を開いた。

### 海水浴場と日本初の別荘分譲地開発
- 明治時代に入ると、鵠沼村の鉄炮場は廃止された。この跡地を入手したのが大給（おぎゅう）子爵（元豊後国府内藩主松平家、大給松平家）である。
- 1873年（明治6年） - 小字･地番が制定された。現在の鵠沼海岸は、引地川の日の出橋を通る道路から海岸側の1 - 4丁目を「上鰯」、それ以北の1丁目が「下藤ヶ谷」・「下岡」南部、2丁目が「下岡」南部と「下鰯」東部、3丁目が「下鰯」西部、5丁目が「高根」、6丁目が「八部（はっぺ）」、7丁目が「柳原」南部にほぼ相当する。後になると、これ以外に「鵠沼西海岸」、「鵠沼南海岸」、「鵠沼東海岸」という呼び名も一般的に用いられた。
- 1886年（明治19年）7月18日 - 腰越の漢方医三留栄三の提唱で「鵠沼海岸海水浴場」が開設される[注釈 3]。海水浴客受け入れのために旅館「鵠沼館」が開業し、数年の間に「対江館」、「東屋」も開業した。納屋の農家の中には、貸別荘風の家作を建てるものも現れた。
- 1887年（明治20年）7月11日 - 官営鉄道の旧横浜・国府津間（後の東海道本線）が開通。藤沢停車場が開設される。これを機に鵠沼村南東部の旧鉄炮場の砂原（大給子爵家所有地）に格子状の道路網が敷設され、クロマツが植えられて、日本で最初の計画別荘地「鵠沼海岸別荘地」としての開発が始まった。
- 1902年（明治35年）9月1日 - 江ノ島電気鉄道の藤沢駅から片瀬駅（現：江ノ島駅）が開業。沿線は別荘地として急速に発展する。
- 1908年（明治41年）4月1日 - 藤沢大坂町、鵠沼村および明治村が合併して、高座郡藤沢町が誕生する。それまでに下鰯の細川家別邸内に颯田本眞尼（1845年-1928年）により慈教庵（本真寺の前身）が建立された。旅館東屋近辺には医院、郵便局、飲食店などが次々に開設され、江ノ島電気鉄道の電力供給により鵠沼一帯にはじめて電灯が灯った。
- 1923年（大正12年）9月1日 - 大正関東地震（震源:相模湾東部、M=7.9）により、ほとんどの家屋は倒壊した。津波の被害は2 - 5丁目付近でひどく、引地川沿いに逆流した津波は海岸の漁船を6丁目付近まで運んだという。その引き波により5軒の家屋が流失した。1丁目付近には浜辺に平行してかなり高い海岸砂丘があったため、津波の被害はなかった。しかし、津波はその砂丘を浸食して消滅させた。地震による地盤の隆起は鵠沼海岸で約90cmと想定され、大幅な海退により砂浜の面積が拡がった。

### 震災復興と県による湘南海岸の観光地化
- 1925年（大正14年）5月 - 高瀬彌一らによる鵠沼新道（橘通り・高瀬通り・熊倉通り）が開通[注釈 4]。
- 1926年（大正15年/昭和元年）
  - 現在の鵠沼海岸1丁目先の砂浜に「安全プール」と称する海水プールが開業。[注釈 5]
  - 10月2日、横濱工専学生の高木和男が鵠沼海岸の蜃気楼を撮影。後に新聞に報道され話題となる。[注釈 6]
- 1928年（昭和3年） - 湘南海岸一帯に神奈川県の御大典記念事業として「魚附砂防林」のクロマツが植林される。
- 1929年（昭和4年）4月1日 - 小田急江ノ島線が開通。鵠沼海岸駅が開業[注釈 7]。
- 1929年7月 - 神奈川県知事に山県治郎着任。山県は湘南海岸一帯の国際観光地化を目論み、県営湘南水道、神奈川県道片瀬大磯線（現・国道134号）[注釈 8]敷設などの整備事業に尽力した。
- 1931年（昭和6年）7月27日 - 藤沢町の働きかけで鵠沼海水浴場に「鉄道省海の家」が開かれた。藤沢駅と海の家を結ぶバス路線も開通。
- 1932年（昭和7年） - 県道片瀬大磯線引地川橋梁（鵠沼橋）の工事用仮設橋が完成。
- 1933年（昭和8年） - 洋風の「鵠沼ホテル」が開業。
- 1934年（昭和9年）2月 - 引地川改修事業が完成し、稲荷橋下流側より下流部分の流路を西側へ移動。河口が数百m西側となる。農業用取水堰「鵠沼堰」により、現在の鵠沼海岸5、6丁目一帯の水田地帯が整備された。
- 1935年（昭和10年）4月 - 鵠沼海岸7-1-7に慈教庵（後に夢想山本真寺）本堂完成
- 1935年7月17日 - 中国の青年作曲家、聶耳[注釈 9]が遊泳中に水死。
- 1935年7月27日 - 湘南遊歩道（湘南大橋を除く区間）開通。「渚橋」・「鵠沼橋」が落成、渡り初めが行われた。
- 1937年（昭和12年） - 鵠沼海岸商店街、商店街の形を整え鵠栄会の名称になる。「鵠沼銀座」と呼ばれるほど賑わった。
- 1938年（昭和13年）7月 - 県立鵠沼プール開場（後の鵠沼プールガーデン）、藤沢町に管理を委託。鵠沼海岸海水浴場、引地川右岸に｢海の家｣を移転開設。｢海の家｣はこの年限りで閉鎖。
- 1939年（昭和14年） - 旅館「東屋」が廃業。

### 疎開先からベッドタウンへ
- 1940年（昭和15年）10月1日 - 藤沢町に市制が敷かれ「藤沢市」となる。その後「鵠沼西海岸」「鵠沼東海岸」「鵠沼南海岸」の3町内会と商店街組合・自警団が組織される。
- 1941年（昭和16年） - 大政翼賛会、鵠沼海岸で「みそぎ」講習会。菊池寛、吉川英治らも参加する。
- 1943年（昭和18年）5月12日 - 鵠沼伏見稲荷神社、京都市伏見区の伏見稲荷大社の分霊を勧請して大政翼賛会の錬成場に創立（宮司：高山昇）。
- 1943年11月16日 - 東京急行電鉄（旧小田急。のちに分裂。現小田急）江ノ島線、線路供出のため単線化（1949年（昭和24年）4月復旧）。
- 1944年（昭和19年）8月5日 - 鵠沼海岸での海水浴は警察・町内会長の許可を得た市民に限られる。
戦争が激化すると疎開先に選ばれ、人口は急増した。鵠沼海岸への主な疎開者に芥川龍之介の遺族（文夫人・芥川比呂志の妻子・芥川也寸志）、各務鑛三、子母沢寛らがいる。
- 1945年（昭和20年）8月19日 - 林達夫ら、鵠沼海岸駅前に文化人の書籍提供を受け貸本屋「湘南文庫」を開設。一説では終戦直前に準備がなされたという。
- 1946年（昭和21年） - 1948年（昭和23年） - 市民の自主的文化サークル「なぎさクラブ」が組織され、演劇部、人形劇部、音楽部、文芸部、美術部、ダンス部の6部に分かれて活動した。指導には在住の文化人が当たった。
- 1946年2月1日 - 神奈川県、鵠沼海岸に湘南海岸砂防事務所を開設、戦争で荒廃した砂防林の復旧に取り組んだ。
- 1946年8月10日 - 鵠洋国民学校（現在の藤沢市立鵠洋小学校）が開校し、鵠沼海岸の子どもたちは遠い第三国民学校（藤沢市立鵠沼小学校）まで通わなくてもよくなった。
- 1947年（昭和22年）4月1日 - 鎌倉郡片瀬町が藤沢市に合併。鵠沼・片瀬を一体化した開発の基盤ができた。
- 1948年（昭和23年）夏 - 戦争中休止していた藤沢市営プール（後の鵠沼プールガーデン）が再開、小中学校の水泳指導でも盛んに用いられた。
- 1949年（昭和24年）8月31日 - キティ台風により被害続出。鉄道省海の家、波浪で流失。

### 湘南海岸公園開発と市道鵠沼海岸線（鵠沼新道）の開通
- 1951年（昭和26年） - 朝鮮戦争が山場を越し、「GIビーチ」へ来る米兵が増えた。（後述）
- 1953年（昭和28年） - 8月28日の鵠沼海岸花火大会を最後に鵠沼海岸海水浴場は幕を下ろした。
- 1954年（昭和29年）
  - 4月 - 海浜部に「横浜ゴルフ場」が開設され、短期間営業していたが、5月に神奈川県の湘南海岸公園が都市計画事業決定し、数年で閉業した。

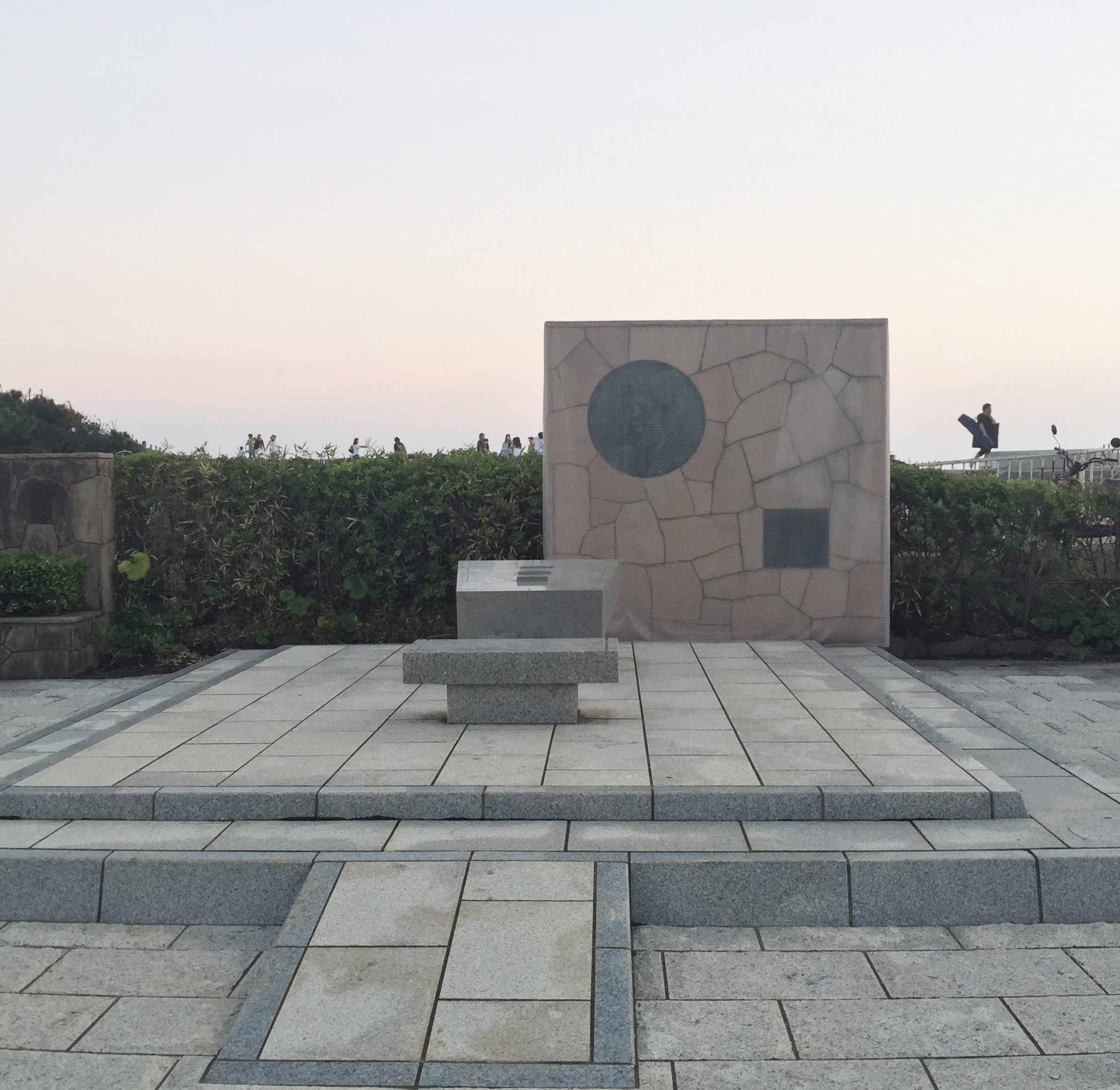
現在の聶耳記念碑(2018/09/16撮影)

- - 10月 - 鵠沼海岸2-18に聶耳記念碑が造立された。
- 1956年（昭和31年）
  - 4月1日 - 藤沢市立湘洋中学校開校。鵠沼中学校の校区分割により鵠沼海岸の生徒は湘洋中学校に通うようになる。
  - 片瀬西浜海水浴場に「江の島海水浴場協同組合」が創立。（後述）
- 1957年（昭和32年）
  - 藤沢市、片瀬･鵠沼地区の海岸を「東洋のマイアミ」として売り出す。
  - 11月 神奈川県、県立湘南海岸公園計画を告示。
- 1958年（昭和33年）
  - 2月21日 - 金子藤沢市市長はフロリダ州マイアミ市長に対し、都市提携を申し入れる。
  - 6月23日 - マイアミ市長ロバート･キング･ハイより金子市長宛都市提携申し入れ謝絶の書簡が送られる[注釈 10]。
  - 9月27日 - 台風22号（狩野川台風）が江の島より上陸し被害甚大。聶耳記念碑破損。
- 1959年（昭和34年）
  - 2月14日 - 地元町内会が敷地を無償提供し、藤沢市鵠沼公民館が落成した。
  - 2月26日 - フロリダ州マイアミビーチ市長ケネス・オカより金子市長宛書簡（藤沢市と都市提携をしたい）。
  - 3月5日 - 藤沢市議会、藤沢市とマイアミビーチ市との姉妹都市関係締結を議決。「東洋のマイアミ」から「東洋のマイアミビーチ」と改称。
  - 3月10日 - 江ノ島鎌倉観光バス、鵠沼線の高根 - 鵠沼海岸間廃止。高根線となる。
- 1960年（昭和35年）7月13日 - 県による「太陽の広場」建設を最後に、県立湘南海岸公園が完成した。
- 1961年（昭和36年）
  - 4月1日 - 鵠沼海浜公園（引地川畔）を供用開始する。
  - 7月21日 - 鵠沼海浜公園の藤沢市営鵠沼プールの経営を、小田急電鉄が引き継いで全面的に改良し、鵠沼プールガーデン開場[9]。
  - 7月 - 佐賀亜光（後に日本サーフィン連盟理事長）と松田章らが米兵からロングボード･サーフィンを学ぶ。
- 1963年（昭和38年） - 江の島海水浴場協同組合の監視員、「湘南ライフガードクラブ」を設立。（後述）
- 1964年（昭和39年）
  - 7月17日 - 聶耳終焉之地碑が再建された。
  - 8月1日 - 鵠沼海岸1 - 4丁目で住居表示を実施[6]。
  - 8月26日 - 藤沢市道鵠沼海岸線（鵠沼新道）が開通する。これ以降、5 - 7丁目の水田地帯が急速に住宅地化する。
  - 8月 - 南部下水処理場（後の辻堂浄化センター）の運転開始により、市内ではいち早く下水道が普及した。

- 1965年（昭和40年）

平和の像(2018/09/16撮影)

  - 3月31日 - 「平和の像」（像製作者：難波孫次郎/撰・書：金子小一郎）が湘南海岸公園憩いの広場に造立された。
  - 10月1日 - 鵠沼海岸5 - 7丁目で住居表示を実施[7]。
- 1967年（昭和42年）6月6日 - 江ノ島鎌倉観光バス藤沢営業所（鵠沼車庫）、藤沢駅南口から鵠沼海岸5丁目5番8号に移転
- 1968年（昭和43年）
  - 7月1日 - 鵠沼海岸6丁目の引地川河畔に八部公園（鵠沼運動公園）開園。
  - 7月 - 鵠沼海岸2丁目に集合住宅「鵠沼ニューマンション」完成。
- 1969年（昭和44年）3月 - 引地川国道134号「鵠沼橋」の下流側に並行して「みどり橋」（自転車橋）が完成。茅ヶ崎市柳島までの湘南海岸・砂浜のみちが全通する。
- 1970年（昭和45年）4月1日 - 藤沢市立鵠南小学校開校。新住居表示の「鵠沼海岸」全域を学区とする。
- 1971年（昭和46年）8月 - シーサイド雅叙園開業
- 1974年（昭和49年）9月 - 小田急ビーチハウス閉鎖
- 1975年（昭和50年）6月1日 - 障害者福祉施設「太陽の家」開設
- 1978年（昭和53年）10月16日 - マクドナルド江の島店、鵠沼海岸1-11に開業（世界5000店目）
- 1979年（昭和54年）4月25日 - 鵠南市民の家（鵠沼海岸1-10-1）開設
- 1982年（昭和57年） - 1984年（昭和59年） - マクドナルド江の島店、一日売上と月間売上の世界記録を3年連続更新。
- 1983年（昭和58年） - ハワイ生まれのビーチスポーツボディボード、鵠沼海岸から辻堂にかけてで始まる（日本初）。

### 湘南なぎさプランとビーチスポーツの興隆

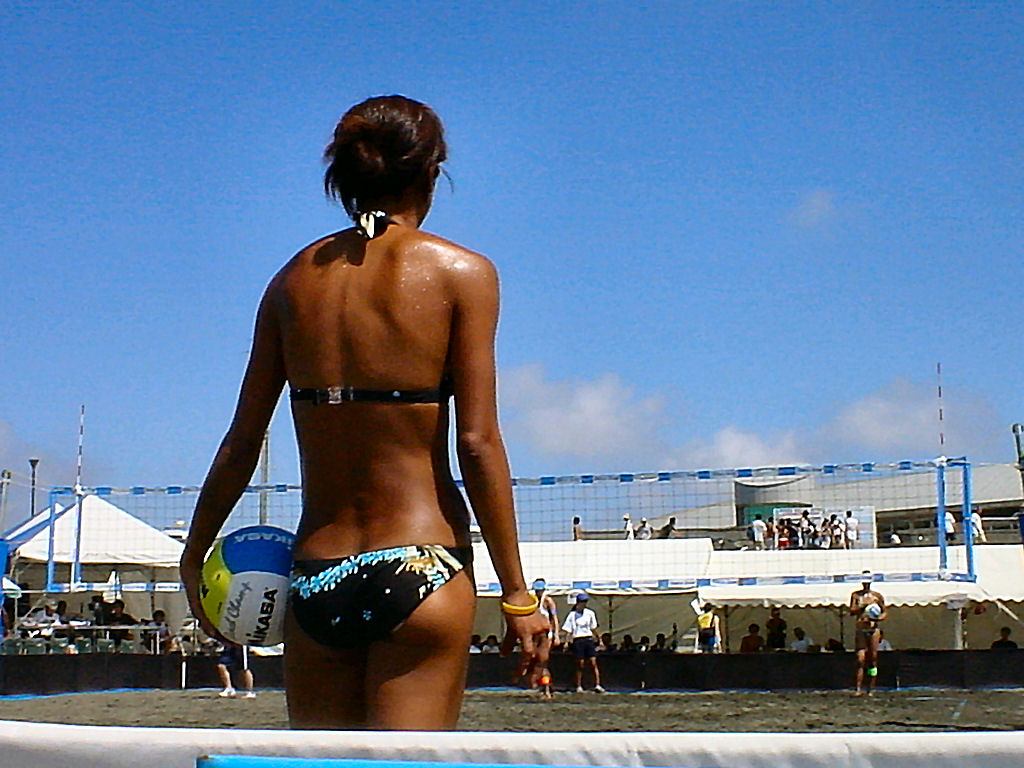
恒例行事となったビーチバレージャパン

- 1985年（昭和60年）7月 - 神奈川県、「湘南なぎさプラン」策定。海岸の砂防林や保全整備、公園整備等が位置づけられる。
- 1986年（昭和61年）4月11日 - 没後50周年記念事業として聶耳記念広場完成。
- 1987年（昭和62年）8月9日 - 鵠沼海岸で日本初のビーチバレー公式大会開催（後述）。
- 1989年（昭和64年/平成元年） 
  - - 県立湘南海岸公園再整備[注釈 11]始まる。
  - - 国内初のスポーツカイト競技会、鵠沼海岸で開催。
- 1990年（平成2年）
  - 4月28日 - 10月10日 - イベント「サーフ'90」開催。
  - 9月30日 - 台風20号の豪雨の増水により、国道134号引地川鵠沼橋・みどり橋落橋[注釈 12]。
- 1991年（平成3年）
  - 4月29日 - 鵠南子供の家（ひょっこり鵠南島）、鵠沼海岸五丁目11-8に開設。
  - 4月 - 県立湘南海岸公園再整備「しおさいの森整備計画」[注釈 13]スタート。
  - 6月 - 世界初のビーチ・タッチ・フットボール（後にビーチラグビーに改称）公式戦が鵠沼海岸で開催される。
  - 7月2日 - 藤沢市老人福祉センター「湘南なぎさ荘」、鵠沼海岸六丁目17-7に開設。
- 1992年（平成4年）
  - - 鵠沼海岸旧銀座通り、モール化完成。「マリンロード」と改称。鵠栄会、「鵠沼海岸商店街振興組合」と改称。法人化。
  - - 県立湘南海岸公園に西部の拠点施設「サーフビレッジ」完成。
- 1993年（平成5年）5月30日 - 第1回ジュニアオープンサーフィン選手権大会、鵠沼海岸で開催。
- 1994年（平成6年）7月8日 - 国道134号、片瀬海岸から鵠沼海岸まで4車線拡幅工事完成。利用開始。
- 1995年（平成7年）6月12日 - ビーチバレー用常設コート設置。運営団体｢ラブ･ユア･ビーチ湘南藤沢実行委員会｣設立。
- 2000年（平成12年）
  - 5月 - 日本初のビーチアルティメット大会、鵠沼海岸で開催（後述）。
  - 9月3日 - 鵠沼プールガーデン、営業を終了。
- 2001年（平成13年）
  - 7月20日 - 鵠沼海浜公園（プールガーデン跡地）に鵠沼スケートパークオープン。
  - 7月 - 第1回ザ・ビーチ選手権大会開催。
  - 8月 - 湘南KUGENUMA委員会、地元出身の仲間が集まり、ビーチクリーン、レゲエ音楽イベントや地域活性化のためにスタート。
- 2003年（平成15年）
  - 5月15日 - 鵠沼市民センターが鵠沼公民館を増設して開設。
- 2004年（平成16年）
  - 4月1日 - 小田急鵠沼海岸駅のホームと跨線橋間にエレベーター設置。使用開始。
  - 9月 - 鵠沼海岸商店街振興組合、コンシェルジュ制度をスタート。
- 2005年（平成17年）5月 - 旧高木和男邸、「高木ふれあい荘」としてオープン。老人福祉やボランティアセンター事務局等に活用。
- 2007年（平成19年）12月 - 日本初のビーチテニス講習会開催（後述）。
- 2010年（平成22年）5月15日 - ふじさわ観光大使を委嘱されたTUBEがサーフビレッジ前でコンサートを開き、3万人を動員した。
- 2021年（令和3年）3月22日 - 一丁目から七丁目のほぼ全域が津波災害警戒区域に指定（1923年には実際に津波被害があった）。

### 町名の変遷
| 実施後         | 実施年月日    | 実施前（特記なければ、各町名ともその一部） |
| -------------- | ------------- | ------------------------------------------ |
| 鵠沼海岸一丁目 | 1964年8月1日  | 大字鵠沼字下藤ケ谷、下岡、上鰯             |
| 鵠沼海岸二丁目 | 1964年8月1日  | 大字鵠沼字中岡、下岡、下鰯、上鰯           |
| 鵠沼海岸三丁目 | 1964年8月1日  | 大字鵠沼字上鰯、中岡、下鰯                 |
| 鵠沼海岸四丁目 | 1964年8月1日  | 大字鵠沼字上鰯、高根（全域）               |
| 鵠沼海岸五丁目 | 1965年10月1日 | 大字鵠沼字高根、上鰯                       |
| 鵠沼海岸六丁目 | 1965年10月1日 | 大字鵠沼字八部（全域）、藤原               |
| 鵠沼海岸七丁目 | 1965年10月1日 | 大字鵠沼字柳原、中岡、下鰯                 |

## 世帯数と人口
2023年（令和5年）9月1日現在（藤沢市発表）の世帯数と人口は以下の通りである。
| 丁目           | 世帯数    | 人口     |
| -------------- | --------- | -------- |
| 鵠沼海岸一丁目 | 688世帯   | 1,377人  |
| 鵠沼海岸二丁目 | 1,008世帯 | 1,931人  |
| 鵠沼海岸三丁目 | 758世帯   | 1,540人  |
| 鵠沼海岸四丁目 | 657世帯   | 1,556人  |
| 鵠沼海岸五丁目 | 949世帯   | 2,164人  |
| 鵠沼海岸六丁目 | 939世帯   | 2,155人  |
| 鵠沼海岸七丁目 | 1,049世帯 | 2,386人  |
| 計             | 6,048世帯 | 13,109人 |

### 人口の変遷
国勢調査による人口の推移。
| 年                 | 人口   |
| ------------------ | ------ |
| 1995年（平成7年）  | 10,962 |
| 2000年（平成12年） | 11,533 |
| 2005年（平成17年） | 12,561 |
| 2010年（平成22年） | 13,003 |
| 2015年（平成27年） | 13,144 |
| 2020年（令和2年）  | 13,053 |

### 世帯数の変遷
国勢調査による世帯数の推移。
| 年                 | 世帯数 |
| ------------------ | ------ |
| 1995年（平成7年）  | 4,100  |
| 2000年（平成12年） | 4,506  |
| 2005年（平成17年） | 5,057  |
| 2010年（平成22年） | 5,409  |
| 2015年（平成27年） | 5,584  |
| 2020年（令和2年）  | 5,873  |

## 学区
市立小・中学校に通う場合、学区は以下の通りとなる（2023年3月時点）。
| 丁目           | 番・番地等     | 小学校             | 中学校             |
| -------------- | -------------- | ------------------ | ------------------ |
| 鵠沼海岸一丁目 | 全域           | 藤沢市立鵠南小学校 | 藤沢市立湘洋中学校 |
| 鵠沼海岸二丁目 | 全域           | 藤沢市立鵠南小学校 | 藤沢市立湘洋中学校 |
| 鵠沼海岸三丁目 | 全域           | 藤沢市立鵠南小学校 | 藤沢市立湘洋中学校 |
| 鵠沼海岸四丁目 | 全域           | 藤沢市立鵠南小学校 | 藤沢市立湘洋中学校 |
| 鵠沼海岸五丁目 | 全域           | 藤沢市立鵠南小学校 | 藤沢市立湘洋中学校 |
| 鵠沼海岸六丁目 | 6～17番        | 藤沢市立鵠南小学校 | 藤沢市立湘洋中学校 |
| 鵠沼海岸六丁目 | 1～5番         | 藤沢市立鵠南小学校 | 藤沢市立鵠沼中学校 |
| 鵠沼海岸七丁目 | 5番            | 藤沢市立鵠南小学校 | 藤沢市立鵠沼中学校 |
| 鵠沼海岸七丁目 | 1～4番 6～21番 | 藤沢市立鵠南小学校 | 藤沢市立湘洋中学校 |

## 事業所
2021年（令和3年）現在の経済センサス調査による事業所数と従業員数は以下の通りである。
| 丁目           | 事業所数  | 従業員数 |
| -------------- | --------- | -------- |
| 鵠沼海岸一丁目 | 39事業所  | 463人    |
| 鵠沼海岸二丁目 | 137事業所 | 652人    |
| 鵠沼海岸三丁目 | 68事業所  | 342人    |
| 鵠沼海岸四丁目 | 34事業所  | 203人    |
| 鵠沼海岸五丁目 | 35事業所  | 271人    |
| 鵠沼海岸六丁目 | 52事業所  | 492人    |
| 鵠沼海岸七丁目 | 47事業所  | 290人    |
| 計             | 412事業所 | 2,713人  |

### 事業者数の変遷
経済センサスによる事業所数の推移。
| 年                 | 事業者数 |
| ------------------ | -------- |
| 2016年（平成28年） | 368      |
| 2021年（令和3年）  | 412      |

### 従業員数の変遷
経済センサスによる従業員数の推移。
| 年                 | 従業員数 |
| ------------------ | -------- |
| 2016年（平成28年） | 2,438    |
| 2021年（令和3年）  | 2,713    |

## 施設
- 藤沢市立鵠南小学校
- 鵠沼公民館・鵠沼市民センター
- 鵠南市民の家
- 太陽の家
- 藤沢市老人福祉センター「湘南なぎさ荘」
- 高木ふれあい荘
- 鵠南子供の家（ひょっこり鵠南島）
- 鵠沼海岸駅前交番
- 藤沢南消防署鵠沼出張所
  - 藤沢市消防団第4分団
- 鵠沼海岸郵便局
- 県立湘南海岸公園
  - サーフビレッジ
  - テニスコート
- 片瀬西浜・鵠沼海水浴場
- （市立）湘南鵠沼常設コート（ビーチバレー）
- 市立八部公園（鵠沼運動公園）
  - 藤沢市八部野球場・テニスコート・プール・体育館
- 市立鵠沼海浜公園
  - 鵠沼海浜公園スケートパーク
  - 湘洋公園（鵠沼海岸4丁目）
  - 鵠沼公園（よつば公園　鵠沼海岸6丁目）
  - 鵠南公園（鵠沼海岸5丁目）
  - 高根公園（鵠沼海岸5丁目）
  - 藤原公園（鵠沼海岸5丁目）
  - 南高根公園（鵠沼海岸5丁目）

藤沢市立湘洋中学校は鵠沼海岸を主な学区とするが、所在地は辻堂東海岸である。

## 鵠沼海岸を主に描いた芸術作品

### 文学
- 芥川龍之介 - 「蜃気楼」「歯車」「鵠沼雑記」
- 阿部昭 - 「鵠沼西海岸」「たそがれ」「晩夏」「浮き雲」「ふらんす」「修練」「子供の墓」「川」「父と子の夜」「短い形式」「水のほとりで」「言葉ありき」「道」「贈り物」「単純な生活」「海は大きかった」「海辺の人間」「記憶と回想」「海を枕に」「怪異の正体」「言葉とゴミ」
- 岡本かの子 - 「鶴は病みき」
- 貴志祐介 - 「青の炎」
- 志賀直哉 - 「鵠沼行」
- 立原正秋 - 「海岸道路」「花のいのち」
- 徳冨蘆花 - 「思出の記」「相模灘の落日」
- 吉屋信子 - 「片瀬心中」「失楽の人々」
- 永井龍男 - 「コチャバンバ行き」（講談社文芸文庫）
- 今井達夫 - 「昔の鵠沼抄」
- 河井酔茗 - 「鵠沼海岸」
- 高三啓輔 - 「鵠沼・東屋旅館物語」（博文館新社）
- 村上春樹、安西水丸 - 「スメルジャコフ対織田信長家臣団」（朝日新聞社）

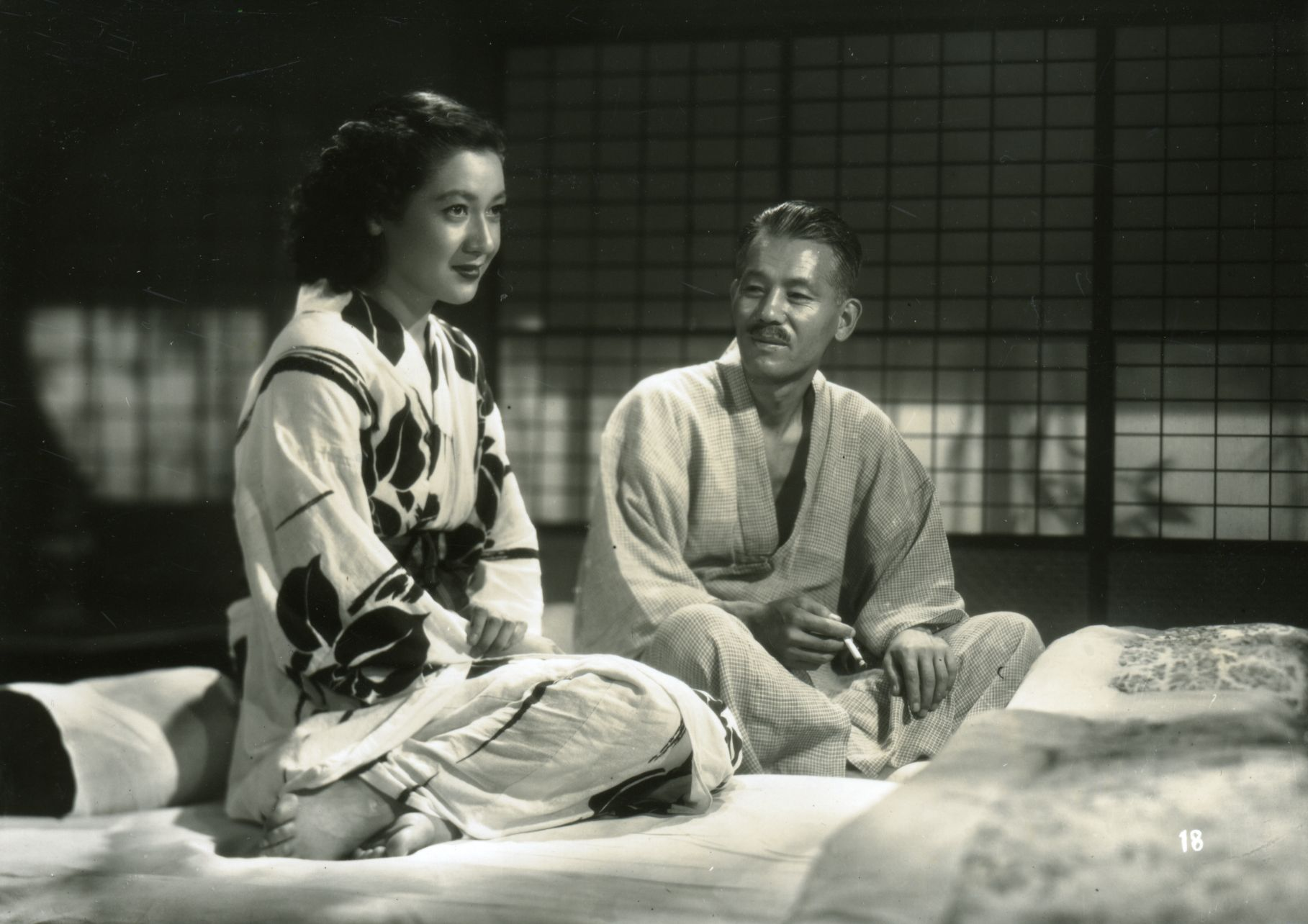
『晩春』、1949年（昭和24年）。鵠沼海岸は原節子が自転車に乗るシーンで使われている。

- 日夏耿之介 - 「鵠沼之記」
- 芥川文子 - 「追想芥川龍之介」
- 小穴隆一 - 「二つの絵」「影照」
- 羽仁説子 - 「半生を語る」
- 高木和男 - 「鵠沼海岸百年の歴史」
- 北村初雄 - 「相模灘」
- 与謝野晶子 - 「太陽と薔薇」「冬柏」
- 深尾須磨子 - 「氷雨の谷　鵠沼にて」
- 荻野綾子 - 「湘南にて」

### 映画
- 小津安二郎 - 『戸田家の兄妹』 1941年（昭和16年）、松竹
- 小津安二郎 - 『晩春』 1949年（昭和24年）、松竹
- 木下惠介 - 『今日もまたかくてありなん』 1959年（昭和34年）、松竹
- 小沼勝 - 『NAGISA-なぎさ-』 2000年（平成12年）、フィルム・シティ
- 小泉徳宏 - 『タイヨウのうた』 2006年（平成18年）、松竹

### コミック
- 紡木たく - 「ホットロード」

### 音楽
- 島根恵 - 組曲「湘南鵠沼海岸の想い出」　1.お兄ちゃん　2.いっこちゃん
- TUBE - 「湘南My Love」「灼熱らぶ」
- 「5050」 - 「真夏の鵠沼」
- ASIAN KUNG-FU GENERATION - 「鵠沼サーフ」
- 湘南乃風 - 「晴伝説」のPVを鵠沼海岸商店街・国道134号に隣接する鵠沼海岸1丁目付近で撮影。
- 大光寺圭 - 「私の水平線」
- Def Tech - 「Surfer’s Paradise」

## 鵠沼海岸が発展のきっかけとなったビーチスポーツ

### 砂浜で行われるもの
- ビーチバレー
  - 1987年（昭和62年）8月9日 - 8月11日、鵠沼海岸で日本初の公式大会、第1回ビーチバレージャパンが開催された。
  - 1995年（平成7年）6月12日 - 藤沢市によりサーフビレッジ前の砂浜に日本初のビーチバレー用「湘南鵠沼海岸常設コート」が設置された。
  - 2006年（平成18年）8月18日 - サーフビレッジの海側に「日本ビーチバレー発祥の地記念碑」が設置された[注釈 14]。
- スポーツカイト（スタントカイト）
  - 1988年（昭和63年） - アメリカのトップチームである「TOP OF THE LINE」が来日し、鵠沼海岸でデモンストレーションの映画撮影を行う。
  - 1989年（平成元年）1月22日 - 全国規模の競技大会が鵠沼海岸で初めて開かれる。
  - 1992年（平成4年）- 1990年（平成2年）9月に 平塚で初開催された「湘南コーストスタントカイトチャンピオンシップス」の開催地が鵠沼海岸に移る。以後2002年まで競技団体公認大会として開催された。
- ビーチ・タッチ・フットボール（後にビーチラグビーに改称）
  - 1991年（平成3年）6月 - 試行的な最初の公式戦が鵠沼海岸で行われ、以後平塚市に中心が移動。
- ビーチアルティメット
  - 2000年（平成12年）5月 - 全国大会である第1回EBASHI-CUP（江橋カップ[注釈 15]）を開催。以来「ビーチアルティメットフレンドシップ湘南」として毎年開催。
- ビーチテニス
  - 2007年（平成19年）12月 - 湘南鵠沼海岸常設コートにおいて日本初の講習会が開催される。
  - 2008年（平成20年）10月26日 - 10月27日、日本ビーチテニス連盟主催の、第1回鵠沼Beach Tennis オープン大会開催。
  - 2009年（平成21年）10月17日 - 10月18日、国際テニス連盟の公認大会「湘南国際ビーチテニストーナメント」日本初のG3開催。

### なぎさで行われるもの
- ロングボードサーフィン
  - 1947年（昭和22年）4月頃 - 鵠沼海岸東部に県北の米軍施設から米兵がジープなどで乗り付け、バーベキューやサーフィンを楽しむ姿が見られ、「GIビーチ」と呼ぶようになった。
  - 1949年（昭和24年） - National Geographic Magazineハワイ特集掲載の写真を参考に木製ボードを自作する少年が出現。
  - 1951年（昭和26年） - 座間に進駐していた米軍GIでハワイの日系二世の松井・船越が鵠沼海岸に持ってきたウッドのボードで地元の少年にスタンディング・ライドのサーフィンを指導。
  - 1959年（昭和34年） - 米国カリフォルニア・サンディエゴのクラーク・フォーム社が繊維強化プラスチック（FRP）製のサーフボードを開発、発売。
  - 1960年（昭和35年） - 米誌Surfer創刊。同誌から情報を得て自作したFRP製のボードが鵠沼海岸に登場。
  - 1961年（昭和36年）7月 - 湘南学園高校生の佐賀亜光と松田章が、厚木基地の海軍パイロットで中尉のトムから手ほどきを受けてFRP製のロングボードを操るようになり、これが日本におけるサーファーの最初だといわれる。以後、星条旗新聞の記者で海洋学者のガース・A・ジェーンズ、全米トランポリンチャンピオンのフィル・ドリップスらに指導者が引き継がれ、その後のコーチへの連携も巧く繋がり、鵠沼海岸が日本でのサーフィンの発祥地として知られるサーフスポットの発展となった。
  - 1962年（昭和37年） - 佐賀兄弟らが日本初のサーファー組織「サーフィングシャークス」を結成。
  - 1963年（昭和38年） - 佐賀兄弟らがほぼ同時期に活動を始めた千葉県鴨川のサーファーなどに声をかけて競技会を開く。
  - 1965年（昭和40年）11月 - 江ノ島海浜ホテルで鵠沼海岸、辻堂、茅ヶ崎、大磯、鎌倉、千葉県の鴨川など各地の8名の代表が集まり日本サーフィン連盟の設立が話し合われ、全国組織日本サーフィン連盟（NSA）結成。翌年、鴨川で第1回大会開催。
- ボディボード
  - 1983年（昭和58年） - 日本では鵠沼海岸と辻堂海岸で始まった。
その日本版ともいうべき「板子乗り」は、明治時代鵠沼海岸海水浴場が開設された頃から行われており、大正時代の小説家内藤千代子はその楽しさを作品に描いている。板子は海の家などで貸し出していた。地元住民には自家用の板子を所有するものもいた。後の藤沢市長、葉山峻も幼少期に洗濯板で同様の遊びを楽しんだことを自著で述懐している[19]。

### 複合
- ライフセービング
  - 1956年（昭和31年） - 片瀬西浜・鵠沼海水浴場を統合、｢江の島海水浴場協同組合｣が創立された。引地川左岸の鵠沼海岸までを領域とした。
  - 1961年（昭和36年） - 江の島海水浴場協同組合では、この頃より監視員を「ライフガード」と呼ぶようになった[注釈 16]
  - 1963年（昭和38年） - 日本初の水上安全法救急員による自発的な民間組織「湘南ライフガードクラブ」設立。
  - 1970年（昭和45年） - 湘南地域の日赤水上安全法および救急法指導資格者が互いの交流と技術の向上を目的として「湘南指導員協会」を設立。
  - 1994年（平成6年） - 「湘南ライフガードクラブ」、「西浜サーフライフセービングクラブ」に改称。
  - 2003年（平成15年）10月 - 特定非営利活動法人 （NPO）西浜サーフライフセービングクラブとして認証される[注釈 17]。
- ザ・ビーチ
8人1組でチームを結成して参加。参加チーム全選手がビーチバレー、ビーチフラッグス、ビーチサッカー、ビーチ綱引のすべての種目に挑戦し、1次リーグと決勝トーナメントによりビーチスポーツ日本一を決定する。
  - 2001年（平成13年） - 第1回ザ・ビーチ選手権大会が鵠沼海岸で開かれ、2002年（平成14年）から2004年（平成16年）まではグレーター・トウキョウ・フェスティバルの一環として行われた。
  - 2005年（平成17年）以降 - 毎年夏に鵠沼海岸で行われている。

## その他

### 日本郵便
- 郵便番号 : 251-0037[3]（集配局 : 藤沢郵便局[20]）。